# Morganella
Morganella is een geslacht van schimmels uit de familie van de Lycoperdaceae. Het geslacht komt wijdverbreid voor en heeft een voorkeur voor tropische gebieden. De typesoort is Morganella mexicana. De soort is vernoemd naar de Amerikaanse botanicus Andrew Price Morgan (1836-1907).

## Soorten
Volgens Index Fungorum telt het geslacht acht soorten (peildatum januari 2023):
| Soortnaam                | Auteur(s)                          | Publicatiejaar |
| ------------------------ | ---------------------------------- | -------------- |
| Morganella afra          | Kreisel & Dring                    | 1967           |
| Morganella austromontana | C.R. Alves, Cortez & R.M. Silveira | 2017           |
| Morganella benjaminii    | (Rick) Cortez, Calonge & Baseia    | 2007           |
| Morganella mexicana      | Zeller                             | 1948           |
| Morganella puiggarii     | (Speg.) Kreisel & Dring            | 1967           |
| Morganella rimosa        | Baseia & Alfredo                   | 2012           |
| Morganella samoensis     | (Bres. & Pat.) P. Ponce de León    | 1971           |
| Morganella stercoraria   | P. Ponce de León                   | 1971           |